# Aermacchi MB-326
L'Aermacchi MB 326 est un avion d'entraînement avancé et d’appui tactique conçu en Italie dans les années 1950. Il a rencontré un succès certain puisqu'il a été utilisé par une quinzaine de pays différents et produit à 750 exemplaires, dont une partie sous licence en Australie, en Afrique du Sud ainsi qu'au Brésil.

## Conception

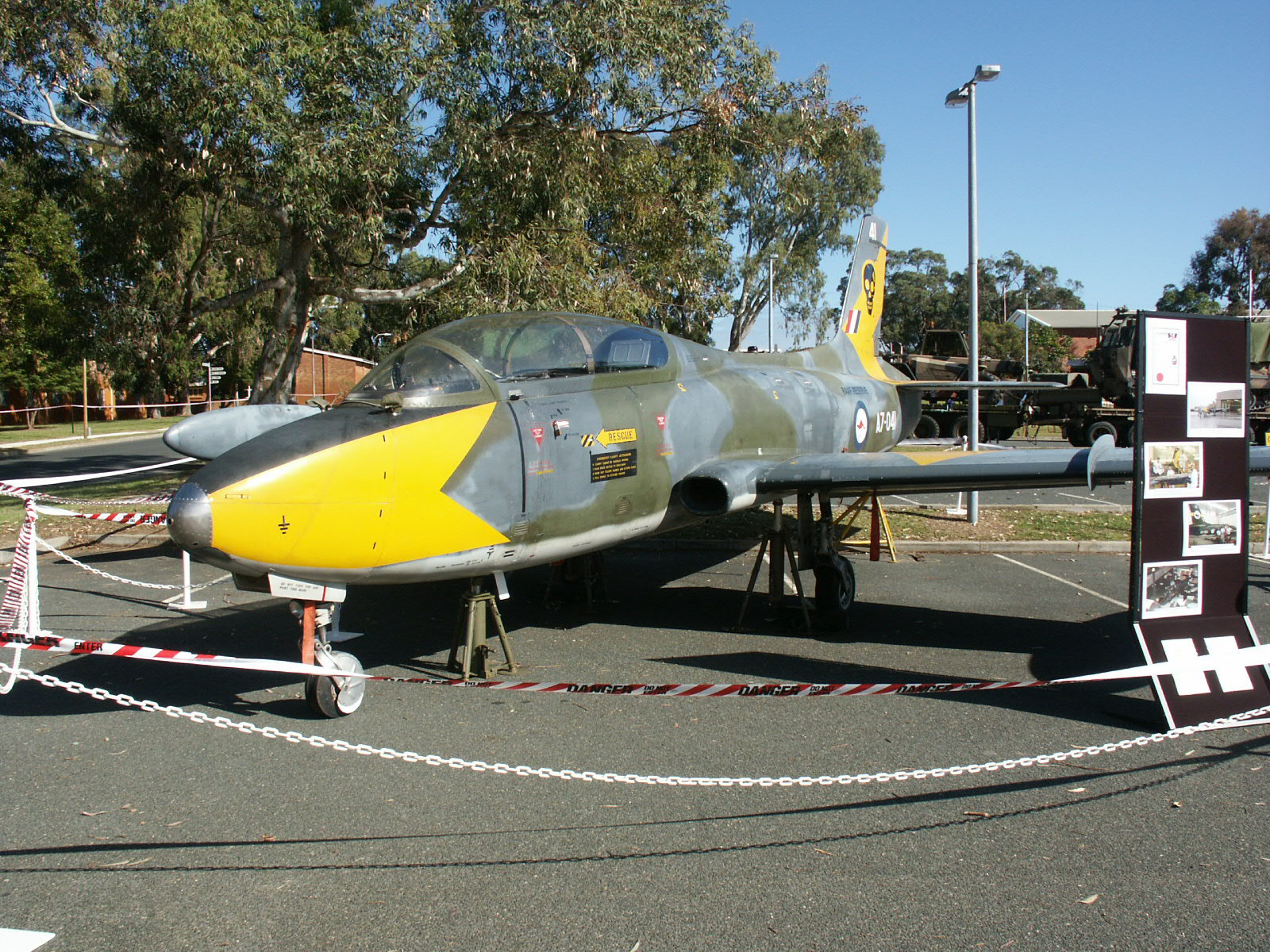
RAAF Macchi MB-326 A7-041

C’est en 1953 que le bureau d’études Macchi de Varèse, sous la direction de l’ingénieur Ermanno Bazzocchi, commença l’étude d’un biplace d’entraînement à réaction capable d’assurer des missions d’appui tactique. L’appareil proposé à l’AMI était un monoplan métallique à aile basse cantilever dont le bord d’attaque accusait une légère flèche tandis que le bord de fuite était sans flèche. Les prises d’air du réacteur, un Bristol Siddeley Viper, étaient montées dans l’emplanture de l’aile qui était coiffée par les réservoirs de carburant. La dérive était en légère flèche tandis que le stabilisateur affectait une forme en plan similaire à celle du l’aile. L’ensemble reposait sur un train tricycle escamotable et le pilote et l’instructeur étaient assis sur des sièges éjectables montés en tandem dans un cockpit pressurisé sous une longue verrière articulée à droite. L’accent était mis sur la facilité du pilotage et une maintenance facile. Le projet ayant trouvé un écho favorable auprès des militaires, deux prototypes et une cellule d’essais statiques furent commandés, le futur appareil recevant la désignation MB-326 (pour Macchi-Bazzocchi).
Le premier prototype [I-MAKI/MM.571] effectua son premier vol le 10 décembre 1957 piloté par Guido Carestiato, chef-pilote d’essais du constructeur. Équipé d’un Bristol Siddeley Viper 8 de 795 kgp, il était nettement sous-motorisé. Le second exemplaire [I-MAHI/MM.572] prit donc l’air le 22 septembre 1958 avec un Viper 11 développant 1 135 kgp. En décembre 1958 l’AMI passa commande d’une présérie de 15 exemplaires.
Le 22 avril 1959 le premier prototype fut victime d’un accident alors qu’il effectuait une démonstration en Égypte, tuant son pilote, Nicola Macchia. Quelques semaines plus tard le second appareil fut présenté au Salon du Bourget où il effectua une présentation impressionnante. Le premier appareil de présérie prit l’air le 5 octobre 1960. Les évaluations confirmèrent que le MB-326, rapidement surnommé « Macchìno » (le « petit Macchi ») dans l’Aeronautica Militare, était un appareil robuste, agréable à piloter, maniable et performant. Il s’octroya rapidement plusieurs records de vitesse, de montée et d’altitude dans sa catégorie.

## Variantes

### MB.326
Version de base, c'est un appareil d'entraînement avancé et de conversion sur réacteur non armé destiné à l'Aeronautica Militare Italiana. 118 MB-326 furent livrés à l’AMI sur 135 exemplaires commandés, les premiers exemplaires entrant en service en février 1962. 1 exemplaire a été prélevé pour développer la version MB-326B, 4 ont servi de prototypes MB-326G et MB-326K pour l’Afrique du Sud, 12 ont été terminés comme MB-326E.

### MB-326A
Certaines sources attribuent cette désignation aux 15 appareils de présérie. En réalité elle couvre une version armée destinée à l’entraînement au tir et au bombardement qui fut proposée en vain à l’Aeronautica Militare.

### MB-326B
Poursuivant son idée d’une version armée du MB-326, Macchi préleva un MB-326 de série [MM.54187/I-MACK] qui fut équipé d’un viseur de tir et de 6 pylônes sous voilure pour emporter jusqu’à 900 kg de charges externes, un armement fixe composé de 2 mitrailleuses Browning de 12,7 mm étant envisagé. Après évaluation par l’Aeronautica Militare le ‘prototype’ fut remis au standard, mais il fut à l’origine de plusieurs versions d’exportation. Dès 1965 la Tunisie passa commanda de 8 MB-326B pour les missions d’entraînement et d’appui tactique.

### MB-326C
C’est pour faciliter l’entraînement des équipages de Lockheed F-104G Starfighter que fut étudiée cette version, la pointe avant avec le radar NASARR et l’avionique du Starfighter étant montés sur un MB-326B qui devait recevoir un réacteur Viper 20 plus puissant. Un prototype aérodynamique fut réalisé par modification d’un MB-326 remis par la suite au standard. L’Aeronautica Militare préféra finalement commander le TF-104G.

### MB-326D
4 appareils d’entraînement non armés furent commandés par la compagnie aérienne Alitalia [I-ADIA/E/O/U] afin de former les pilotes de ses futurs avions de ligne à réaction. Doté d’une avionique civile, le premier exemplaire fut livré au printemps 1963. Trois de ces appareils seront par la suite transférés à l’Aeronautica Militare.

### MB-326E
Si l’Aeronautica Militare refusa de commander une version armée d’appui du MB-326 malgré les nombreux efforts d’Aermacchi, elle obtint 12 appareils d’entraînement au tir en faisant monter sur un fuselage de MB-326 une voilure renforcée de MB-326G. Le cockpit recevait un viseur, une cinémitrailleuse et une avionique légèrement modifiée. 12 appareils furent ainsi réalisés à partir de 1968, soit six MB-326 convertis [MM.54168, 54169, 54180, 54190 + 2 autres] et 6 exemplaires modifiés sur chaîne [MM.54384/54389]. Ces appareils étaient généralement équipés de canons en pod sous voilure.

### MB-326F
Dans la foulée de la Tunisie, le Ghana commanda en 1965 neuf appareils d’entraînement et d’appui tactique similaires au MB-326B mais avec une avionique plus sophistiquée, des réservoirs de bout d’aile agrandis et la possibilité de recevoir des bidons supplémentaires sous voilure.

### MB-326G
L’apparition du réacteur Viper 20-540, développant 1 545 kgp, permettait de doubler la capacité d’emport en charges externes. 2 prototypes de biplace d’entraînement et d’attaque au sol furent donc réalisés par conversion de deux MB-326 [MM.54289/I-BACJ, MM.54290/I-FAZE], le premier prenant l’air le 8 mai 1967. La cellule était renforcée, l’avionique modernisée et les prises d’air élargies pour accroître le flux d’air vers le réacteur. Ces prototypes furent ensuite utilisés pour développer le réacteur Viper 632-43 destiné au MB-326K.

#### MB-326GB
L’Argentine fut le premier client du MB-236G avec 8 MB-326GB achetées par la Marine en 1969. La même année le Zaïre commande 17 exemplaires (Il semble que 15 appareils seulement aient été livrés), et en 1971 la Zambie obtient 23 machines.

#### MB-326GC Xavante
Le principal client du MB-326G fut le Brésil. En 1969 une délégation menée par Dott Foresio, président d’Aermacchi, et l’ingénieur Bazzocchi se rendît en effet au Brésil pour y présenter le MB-326G. Elle regagna l’Italie avec une commande pour 36 MB-326GC qui furent livrés en 1971. Embraer devait ensuite construire sous licence 130 appareils supplémentaires. La Forca Aerea Brazileira désigna ses MB-326GC AT-26 Xavante. Quelques avions produits par Embraer furent modifiés sur chaîne comme avions de reconnaissance avec un pod recevant 4 appareils de prise de vue Vinten, devenant des RT-26.
Au début des années 1980 Embraer a également vendu 6 avions au Togo et 9 au Paraguay. Ce seront les derniers MB-326 à sortir d’usine, la chaîne brésilienne fermant en 1983. Les 11 AT-26 transférés à la Marine argentine après la guerre des Malouines par Embraer provenaient des surplus de la Force aérienne brésilienne.

### MB-326H
L’Australie fut le dernier client du MB-326B, sous réserve que le biplace italien soit adapté à ses spécifications : avionique particulière, adaptation aux charges externes utilisées par la RAAF, réacteur Viper Mk 22.11 (même puissance que le Viper 22 standard, mais un groupe auxiliaire de démarrage plus puissant). 12 exemplaires furent produits par Aermacchi, les livraisons débutant en 1967. Les 18 exemplaires suivants furent livrés en pièces détachées et assemblés localement par Commonwealth Aircraft Corporation, qui devait produire ensuite sous licence 67 CA.30. Sur ces 97 avions 10 furent livrés à la Royal Australian Navy, le solde étant pris en compte par la RAAF. La patrouille acrobatique de la RAAF, The Roulettes, utilisa des MB-326H de décembre 1970 à 1989.

### MB-326K
Devant le succès remporté par le MB-326G Aermacchi décida de réaliser une version monoplace d’attaque au sol avec cockpit blindé et 2 canons de 30 mm installés sous le fuselage. Une nouvelle version du réacteur Viper fut développée spécialement, en collaboration entre Rolls-Royce et Fiat, le Viper 632-43, développant 1 815 kgp.
Les deux derniers MB-326 de série [MM54390/I-AMKK/I-IVAO et MM.54391/I-KMAK/I-IVAP] furent utilisés comme prototypes. Le premier effectua son premier vol le 22 août 1970 avec un réacteur Viper 20-540 et des canons ADEN, le second débuta ses essais en vol en 1971 avec le réacteur définitif et des canons DEFA 553 (125 obus par arme). Cette version pouvait emporter 1 815 kg de charges externes, y compris le missile air-air Matra Magic, la voilure était renforcée.

#### MB-326K Impala II
La SAAF, qui faisait un bon usage de ses MB-326M Impala I contre la guérilla angolaise, ne pouvait manquer de s’intéresser au MB-326K dont elle commanda 100 exemplaires sous la désignation Impala Mk II. 14 furent construits en Italie et 86 sous licence par Atlas Aircraft Corporation avec des moteurs Viper 20-540, Atlas ne pouvant ou ne souhaitant pas obtenir une nouvelle licence pour construire le réacteur.

#### MB-326KD
6 MB-326K achetés en 1975 par l’Émirat de Dubaï.

#### MB-326KG
6 MB-326K vendus au Ghana en 1978.

#### MB-326KT
8 MB-326K commandés par la Tunisie en 1976.

#### MB-326KZ
6 MB-326K commandés par le Zaïre.

### MB-326L
Version biplace d’entraînement avancé du MB-326K, qui semble avoir conservé un Viper 20-540.

#### MB-326LD
2 exemplaires pour l’Émirat de Dubaï en 1975.

#### MB-326LT
5 exemplaires pour la Tunisie en 1976.

### MB-326M Impala I
Fin 1965 Aermacchi obtint de l’Afrique du Sud une commande portant sur un MB-326B doté d’une avionique très sophistiquée, mais surtout avec une capacité d’emport sous voilure plus étendue. Cette version reçu le nom local de Atlas Impala Mk.I. L’usine de Varèse a produit 46 MB-326M, les livraisons débutant en 1966. Après acquisition d’une licence Atlas Aircraft Corporation construira 105 exemplaires supplémentaires jusqu’en 1975. Cette machine a été la monture de la patrouille de voltige aérienne de la SAAF, les Silver Falcons.

### MB-326N
Projet qui évoluera en MB.339V.

### MB-326RM
5 MB-326 de l’Aeronautica Militare convertis en appareils de contre-mesures électroniques.

## Pays utilisateurs

### Afrique du Sud
L'Afrique du Sud a obtenu, en 1964, une licence de production du MB-326M (similaire au modèle 'G'), appelé Impala Mk.I la production a commencé en 1966. Elle a reçu 40 appareil fabriqués en Italie suivis par environ 125 unités produits localement par Atlas Aircraft Corporation. Ils ont été utilisés aussi bien pour l'entraînement qu'en configuration armée. Sept exemplaires du MB-326K furent aussi acquis en tant que chasseurs légers, 15 autres assemblés à partir de kits  et environ 78 produits sous licence appelés Impala Mk.II. La production sous licence du modèle monoplace a débuté en 1974. Les Impala Mk.II, construit en Afrique du Sud, de conception italienne, motorisation britannique et armement français étaient très efficaces, ils ont aussi été dotés de contre mesures électroniques pour leur propre défense.
L'Afrique du Sud a utilisé les Impala au combat contre les Angolaais, les Cubains et dans quelques mouvements militaires. Ils volaient typiquement à 550–650 km/h à une altitude de 15 m pour éviter le risque d'être visé voire abattu par la défense anti-aérienne. L'un d'eux fut abattu par un SA-7, un autre est rentré avec un missile (SA-7,8 ou 9) non explosé dans sa tuyère.
L'avion avait plusieurs avantages sur d'autres jets plus rapides et plus chers. Bien que plus lent, il pouvait opérer à partir de petits terrains et frapper en quelques minutes. L'armée de l'air sud africaine (SAAF) utilisait jusqu'à 6 bombes de 120 kg ou 4 de 250 kg. L'armement principal consistait en lace roquettes SNEB de 68 mm (quatre × 6 ou deux × 18) et deux canons de 30 mm (avec 300 coups). Ces canons étaient un réel avantage pour l'Impala Mk.II, lui donnant la supériorité par rapport à la version biplace. Les derniers pouvaient emporter une paire de canon DEFA de 30 mm placés sous les ailes. La double capacité entraînement/attaque comme la possibilité de six point d'attaches firent que la version biplace fut la plus produite.
Six escadres de la SAAF furent équipées d'Impala Mk.II durant les années 1970 et 1980. La situation en Angola et Namibie en 1987 et 1988 fut telle que les Impala furent repliés pour laisser la place aux Mirage et Buccaneer.
Les Impala Mk.II furent aussi utilisés comme intercepteurs, plus par occasion qu'intentionnellement. Lors de plusieurs rencontres en 1985 avec des hélicoptères Mi-8 ou Mi-24, ils en ont abattu six en tout. Cela s'est passé au cours d'une phase cruciale de la guerre terrestre, lorsque troupes angolaises et cubaines ont été engagées dans une offensive contre les bases de l'UNITA.
Cela s'est terminé en désastre pour l'alliance Angola/Cuba lorsque leur approvisionnement a été coupé par l'UNITA et la SAAF et que les troupes de première ligne sont tombées à court de munitions.
Des hélicoptères ont été utilisés pour approvisionner les troupes assiégées et la SAAF a coupé ce lien.
Deux Mi-24 ont été abattus dans la première rencontre alors qu'ils escortaient des Mi-17.
Les MiG-21 d'escorte volaient trop haut et n'ont pas compris ce qui se passait. Deux jours plus tard, les Impala Mk.II ont de nouveau frappé, abattu deux hélicoptères Mi-24 et deux hélicoptères Mi-17. Les attaques contre les hélicoptères sans méfiance ont été réalisées avec seulement deux canons par avion. Les Impala Mk.II ont aussi parfois été armés de Matra R550 Magic missiles d'autodéfense air-to-air.
L'Impala Mk.II opérait à des distances extrêmes et avait à voler très bas, prenant de l'altitude seulement lorsque les hélicoptères étaient vus à moyenne altitude. Après chaque attaque, ils devaient revenir en rase mottes pour éviter l'interception par les MiG.
La patrouille de voltige de la SAAF, les Silver Falcons était équipée d'Impala Mk.I.
L'école de pilotage sur Impala était à Langebaanweg, les escadrons opérationnels étaient les 4, 5, 6, 7 Squadron SAAF (en) et 8 Squadron SAAF (en) tandis que le 85 Advanced Flying School reçu un petit nombre d'Impala pour compléter leurs formateurs Mirage. Début 2001, il ne restait plus que 48 avions en service en écoles, le dernier exemplaire étant retiré le 30 janvier 2005 au cours d'une cérémonie officielle à Hoedspruit (No 85 CFS). Une quinzaine d'Impala I/II ont été vendus sur le marché civil et le Brésil s'est porté acquéreur en 2006 de 22 appareils avec une option sur des exemplaires supplémentaires.

### Argentine

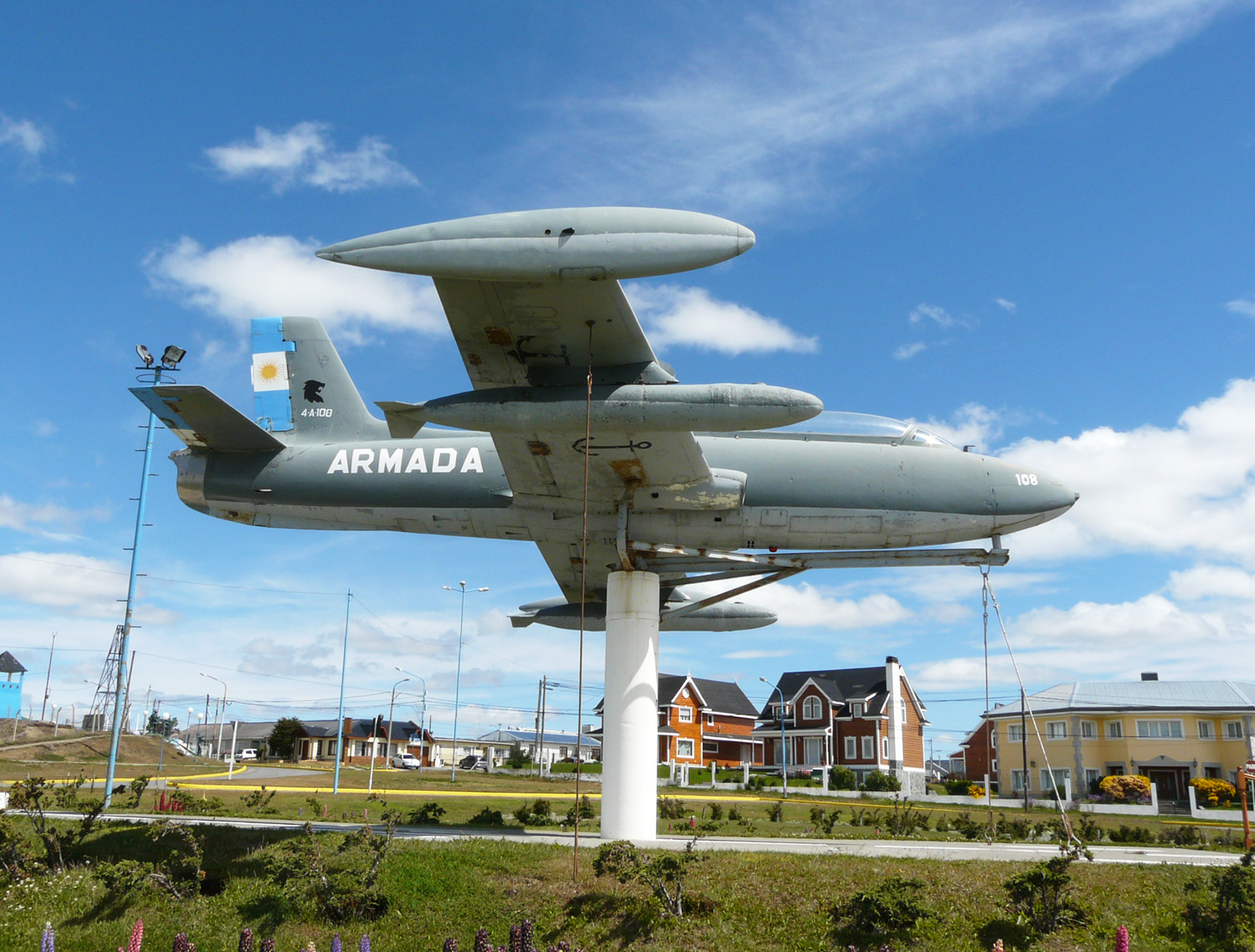
MB-326 de la marine argentine exposé à Río Grande, Terre de Feu.

En 1986 la Escuadrilla Aeronaval de Ataque (es), Escuadra Aeronaval 4, stationnée à Punto Indio (es), ne dispose plus que de 2 MB-326GB sur les 8 livrés par Aermacchi, mais 12 AT.16 Xavante des surplus brésiliens ont été livrés en 1983.

### Australie

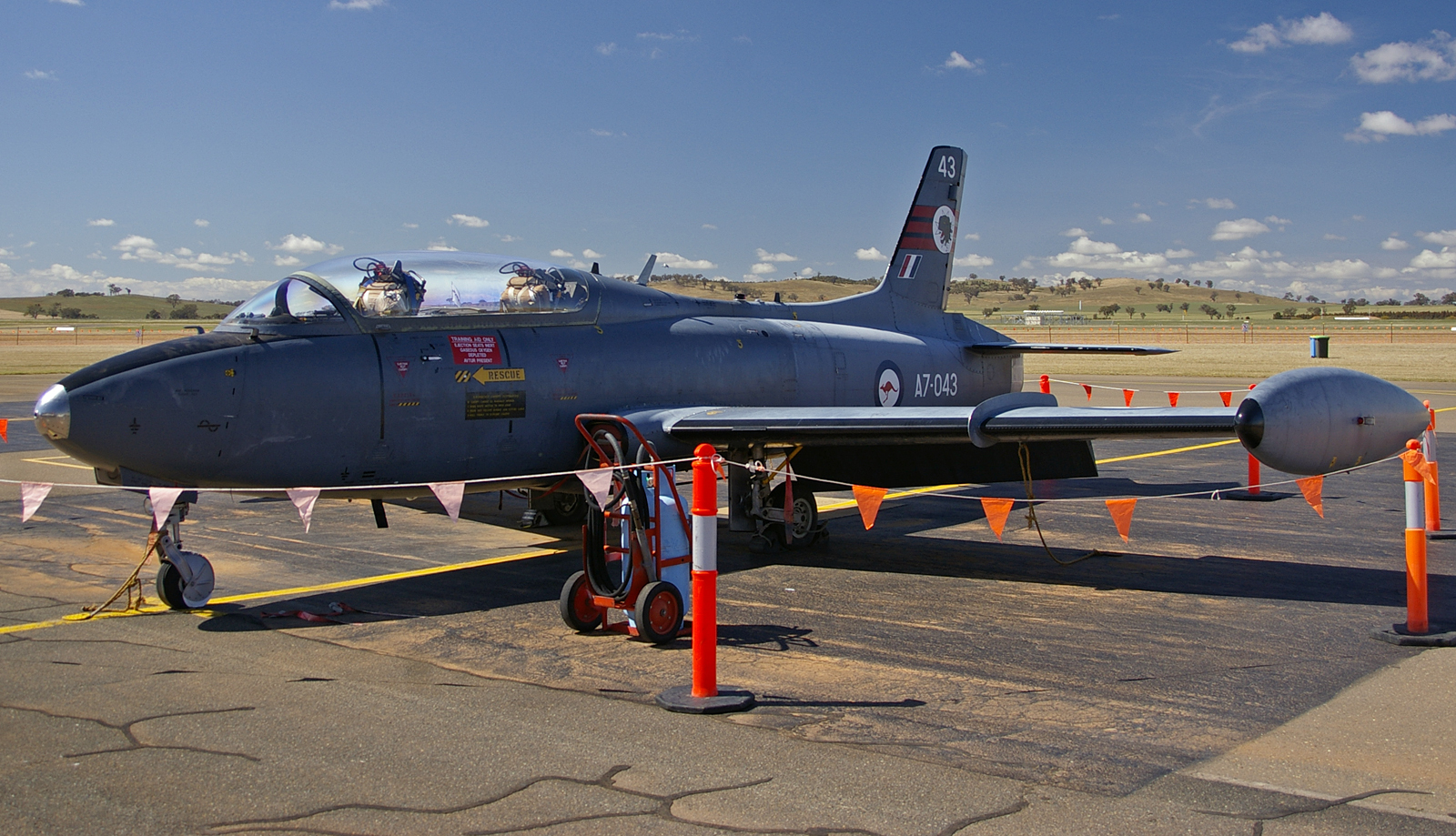
A7-043 (MB-326H) sur la base de la RAAF de Wagga en Australie.

À l’origine, les MB-326H furent répartis entre les No 1 FTS d’East Sale (en), Victoria, No 2 TFS de Pearce (en), en Australie-Occidentale et la VC724 (Royal Australian Navy) à Nowra. La base de Williamtown hébergea les No 5OTU, No 2OCU et 77 Sqdn, tous équipés très brièvement de MB-326H. Quelques exemplaires furent également affectés à l’Aircraft Research and development Unit (ARDU) d’Edinburgh, Southern Australia. La patrouille aérienne des Roulettes était hébergée par le No 1TFS. En 1986, une quarantaine d’appareils, ayant tous fait l'objet de renforcements de structure, étaient encore en service. L’arrivée du Pilatus PC-9 aurait dû entraîner leur retrait, mais la mise en service des F-18 et F-111 amena un regain d’activité au No 2OCU. Il fut donc décidé de reformer en 1989 un No 76 Sqdn à Williamtown pour former les pilotes aux techniques de combat et un No 25 Sqdn à Pearce pour faciliter la conversion des pilotes. En 1990, un accident révéla des problèmes de fatigue, entraînant le changement des voilures de tous les appareils en service. Les derniers furent retirés en avril 2001, cédant la place au BAe Hawk Trainer.

### Brésil
Mis en service en 1970 pour remplacer les Douglas B-26 Invader de la FAB, les Xavante ont équipé principalement au sein de la 3e flotte aérienne les 4° et 10° Grupo de Aviação de Caca (GAvCa), ainsi que la 2°/5° GAv de Natal pour la formation des pilotes. Le 10° GAvCa a été déclaré opérationnel sur AMX en juillet 2000, ne conservant que 3 MB-326 pour l'entrainement, et le 2°/5° GAv dissout le 1er décembre 2004. Mais en 2004, le Brésil a acheté à l'Afrique du Sud un lot de pièces détachées, 22 cellules d'Impala I et 48 réacteurs pour prolonger la vie des Xavante du 1°/4° GAvCa de Natal. Ils ont été suivis entre avril et juillet 2006 avec 4 Mk.I et 5 Mk.II en état de vol (les derniers exemplaires retirés du service par la SAAF).

### Cameroun
En février 1997 ont été livrés par l’Afrique du Sud, 2 MB-326M Impala I pour l’École d’aviation de Yaoundé et 4 MB-326K Impala II pour l’escadron de chasse de Garoua.

### Dubaï
Sur les 6 MB-326KD et 2 MB-326LD livrés en 1975 à l’École de pilotage de Mindhat, Dubaï, 5 appareils étaient encore en service en 1999.

### Ghana
Sur 7 MB-326F commandés en 1965, 2 seulement étaient encore en service à Tamale en 1972. Les 6 MB-326KG livrés en 1978 ont été versés au No 4 Sqdn (Fighter Squadron) pour l’appui tactique et l’entraînement avancé, renforcés par 3 MB-326KZ provenant de la commande du Zaïre livrés au début des années 1990.

### Italie
118 MB-326 furent livrés à l’Aeronautica Militare sur 135 exemplaires commandés [MM.54152/54225, 54238/54249, 54266/54291, 54298/54300, 54372/54391], les premiers exemplaires entrant en service en février 1962. Cet avion est resté longtemps populaire au sein de l’Aeronautica Militare qui a eu du mal à s’en séparer. En 1990 pourtant, un pilote dut s’éjecter en vol et l’avion s’écrasa sur une école, tuant 12 élèves. Les machines encore en service furent immobilisées, mais une douzaine continua à voler régulièrement jusqu’à la fin des années 1990.

### Paraguay
Sur 9 MB-326GB livrés en octobre 1979 pour le Grupo Aérotactico d’Asuncion (1° Escuadron de Caza Guarani), 5 étaient encore en service en 2002.

### Togo
3 MB-326GB ont été achetés en 1976 à Embraer, puis 3 autres en 1978, pour l’Escadrille de Chasse basée à Lomé.

### Tunisie
8 MB-326B furent commandés en 1965 pour l’entraînement des pilotes tunisiens, suivis de 5 MB-326LT et 8 MB-326KT en 1977 pour remplacer des F-86 Sabre. Tous ces appareils sont regroupés au sein de la 11e escadrille à Sidi Ahmed-Bizerte.

### République démocratique du Congo
Les MB-326GB sont utilisés par la 132e escadrille, 13e Wing d’entraînement à Kinshasa les MB-326K par la 212e escacrille, 21e Wing de chasse et d'assaut à Kamina. 5 avions ont été perdus durant l’attaque de Kolwezi en 1978. Trois des 6 MB-326K commandés, construits en 1979 (les derniers MB-326 produits à Varese) restèrent stockés en Italie une dizaine d’années avant d’être finalement vendus au Ghana.

### Zambie
Ce pays a reçu 6 MB-326GB en 1971 et 18 en 1978.

### Civils
Outre la compagnie italienne Alitalia, qui a reçu 4 MB-326D [I-ADIA/E/O/U], la National Test Pilot School (en) de Mojave, en Californie, a acheté aux surplus de la SAAF onze MB-326M Impala I [N153TP à N158TP et N161TP à N164TP][Quand ?]. Trois appareils sud-africains ont été également vendus à des collectionneurs américains comme warbirds (en). La Federal Aviation Administration compte, en septembre 2012, 12 MB-326/329 civils enregistrés aux États-Unis.

### Développement lié
- Aermacchi MB-339

### Aéronefs comparables
- PZL TS-11 Iskra
- Soko G-2 Galeb